# Os palatin

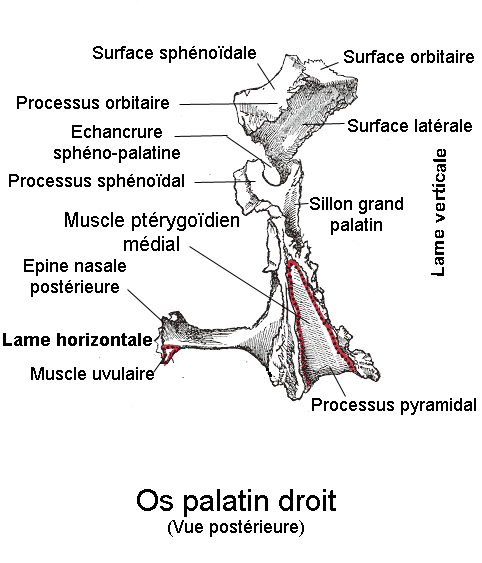
Os palatin droit. Vue dorsale.

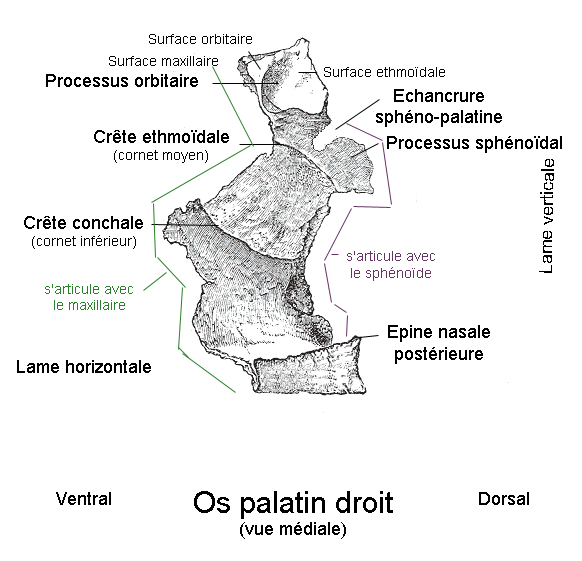
Os palatin droit. Vue médiale.

Pour les articles homonymes, voir Palatin.
L'os palatin est un os pair participant à la formation du palais osseux et des parois des cavités nasales.
Il s'articule avec les os maxillaires, l'os sphénoïde, l'os ethmoïde, les cornets nasaux inférieurs, le vomer et son vis-à-vis.
Il a la forme d'un « L » (majuscule) en vue latérale avec une portion verticale appelée lame perpendiculaire participant à la paroi latérale des fosses nasales et une portion horizontale participant au palais osseux.

## La lame horizontale
Elle est de forme quadrilatère et présente deux faces et quatre bords :
- la face supérieure concave participe au plancher de la cavité nasale (anciennement fosses nasales) ;
- la face inférieure, plus irrégulière, forme la partie postérieure de la voûte palatine et présente l'orifice inférieur du conduit palatin postérieur ;
- le bord ventral ou antérieur, oblique en dehors et en arrière, s'articule avec le processus palatin du maxillaire ;
- le bord médial est surmonté d'une crête qui limite avec celle du palatin opposé une rainure où repose le bord inférieur du vomer et se termine en arrière par une saillie qui forme l'épine nasale postérieure. Il s'articule avec son vis-à-vis ;
- le bord dorsal ou postérieur se prolonge par le palais mou (ancien voile du palais) ;
- le bord latéral est soudé à la portion verticale.

## La lame perpendiculaire (ou verticale)
De forme quadrilatère elle aussi, elle est plus grande et plus mince que la lame horizontale. On lui distingue aussi deux faces et quatre bords :
- la face médiale constitue la partie postérieure de la paroi externe des fosses nasales. Elle présente de haut en bas
  - une première crête oblique en bas et en arrière: la crête ethmoïdale de l'os palatin qui s'articule avec le cornet nasal moyen,
  - une gouttière sous-jacente formant la paroi latérale du méat moyen,
  - une deuxième crête, plus longue, la crête conchale de l'os palatin qui s'articule avec le cornet nasal inférieur,
  - une deuxième gouttière formant la paroi latérale du méat nasal inférieur,
  - la lame horizontale soudée par son bord latéral à la lame verticale,
- la face latérale, de forme très irrégulière, lisse dans sa partie haute, correspond au sommet de la fosse zygomatique. Elle est traversée par une gouttière verticale qui forme la plus grande partie du canal palatin postérieur ;
- le bord antérieur oblique en bas et en avant, est l'extrémité antérieure d'une lamelle très fine qui vient se placer sous le méat du sinus maxillaire ;
- le bord supérieur présente deux processus séparés par une échancrure : l'échancrure sphéno-palatine qui se trouve face à une échancrure correspondante du sphénoïde et l'orifice donne passage aux nerfs et vaisseaux du même nom ;
  - Le processus antérieur ou orbitaire, de loin le plus important, est déjeté latéralement et supporté par un col. Il présente cinq facettes, trois articulaires rugueuses et deux libres et lisses :
    - la facette interne, concave, s'articule avec l'ethmoïde et ses cellules,
    - la facette antérieure s'articule avec l'angle postérieur de la face orbitaire du maxillaire,
    - la facette postérieure s'articule avec le sphénoïde,
    - la facette supérieure, lisse, appartient au plancher de l'orbite,
    - la facette externe regarde l'arcade zygomatique,

  - Le processus postérieur ou sphénoïdal présente trois facettes :
    - la face médiale fait partie de la paroi latérale des fosses nasales,
    - la face latérale forme une partie de la paroi de la fosse zygomatique,
    - la face crâniale s'articule avec le sphénoïde et forme le canal palato-vaginal,
- le bord postérieur est occupé dans sa partie basse par le processus pyramidal déjeté en dehors et qui présente trois faces et une base :
  - la face médiane fait partie de la fosse ptérygoïde,
  - la face latérale,
    - s'articule en haut avec le maxillaire,
    - appartient en bas à la fosse infratemporale,
- Le bord inférieur se prolonge avec la lame horizontale.

## Embryologie
L'os palatin est d'origine membraneuse avec l'apparition d'un point d'ossification à la 8ème semaine de grossesse à la jonction de la lame perpendiculaire et de la lame horizontale.

## Anatomie comparée
Chez les poissons osseux, l'os palatin se compose uniquement de la plaque perpendiculaire, située sur le bord interne du maxillaire. La face inférieure de l'os peut porter plusieurs dents, formant une seconde rangée derrière celles du maxillaire. Dans de nombreux cas, celles-ci sont en fait plus grandes que les dents maxillaires. Bien qu'un schéma similaire soit présent chez les tétrapodes primitifs, l'os palatin est réduit chez la plupart des amphibiens ne formant, chez les grenouilles et les salamandres, qu'une barre étroite entre le vomer et le maxillaire.
Les premiers reptiles fossiles ont conservé l'arrangement observé chez les vertébrés plus primitifs. Mais chez les mammifères, la surface inférieure du palatin s'est repliée au cours de l'évolution, formant la plaque horizontale et se rejoignant dans la ligne médiane de la bouche. Cela forme l'arrière du palais dur, séparant les cavités buccale et nasale et facilitant la respiration en mangeant. Une évolution parallèle s'est produite à des degrés divers chez de nombreux reptiles, atteignant son apogée chez les crocodiliens.
Chez les oiseaux, les os palatins restent séparés, le long des côtés de la partie arrière de la mâchoire supérieure, et ont généralement une articulation mobile avec le crâne.
Il existe de nombreuses variations parmi les mammifères, les amphibiens et d'autres espèces. Par exemple, l'os palatin de nombreux amphibiens tels que le triton à peau rugueuse se manifeste par une structure distincte en forme de V. Dans le cas des chats, les éléments horizontaux et verticaux se rejoignent à un angle de quarante-cinq degrés.

## Galerie

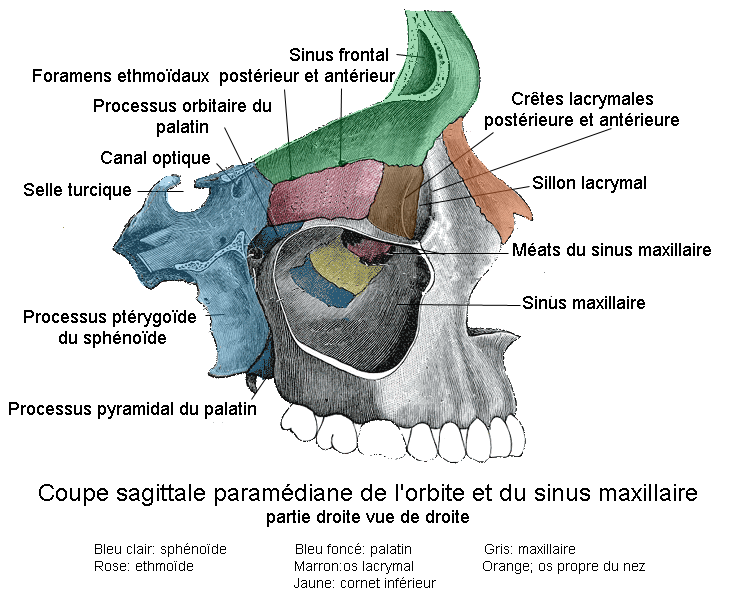